# Ночной проспект
«Ночной проспект» — советский музыкальный коллектив, созданный в 1985 году Алексеем Борисовым и Иваном Соколовским. Группа работала в разных жанрах — от танцевальных мелодий в самом начале и синти-попа до индустриальной музыки и была одной из первых индустриальных проектов в СССР.
За время своего существования «Ночной проспект» выпустил несколько альбомов, принял участие в многочисленных сборниках и фестивалях, дал сотни концертов в разных странах.
Статья об альбоме 1988 года «Кислоты» вошла в книгу Александра Кушнира «100 магнитоальбомов советского рока».

## Участники
Идеологи «Ночного проспекта» — Алексей Борисов (вокал, гитара) и Иван Соколовский (клавишные, бас-клавиатура). Оба музыканта были выходцами из академической среды и интересовались развитием на электронно-авангардистской сцене мира. Оба встретились в студенческой группе «Проспект», игравшей твисты и рок-н-роллы 1950-х-1960-х годов. Группа не оставила ни одного альбома, но её репертуар был зафиксирован на альбоме «Цвета позолоченных лет».
В проекте в разное время также участвовали Андрей «Новый романтик» Киселёв (вокал), Наталья Боржомова (вокал), Ия Моцкобили (вокал), Дмитрий Кутергин (скрипка), Алексей Соловьёв (бас-гитара), Сергей Павлов (ударные), Тимур Муртузаев (экс-«Браво»; бас-гитара, вокал), Роман Лебедев (электроника), Игорь Гоцманов (барабаны, электроника), Андрей Алпатов (флейта).
В 1986 году с группой сотрудничала Жанна Агузарова.
В 2000-х годах: Пётр Соколовский (гитара) и Сергей Летов (саксофон).
Актуальный концертный состав группы на 2023 год: Алексей Борисов, Виталий Электронойзов, Вадим Маслов (экс- "Босх С Тобой", "Пилоты В Дыму"), Катя Рекк

## История
В 1980-х годах «Ночной проспект» был одним из самых новаторских проектов музыкального андерграунда того времени. На концертах мрачную и экспериментальную группу часто не принимала публика, настроенная на стандартную рок-музыку. После ухода из группы Ивана Соколовского в 1989 году «Ночной проспект» остаётся активен до 1993 года. В 1994 году стал сугубо лабораторным проектом, экспериментирующим с индустриально-психоделическим нойзом, электроникой и свободной импровизацией.
В 2000 году Борисов и Соколовский возобновили «Ночной проспект» в изначальном варианте со скрипачом Дмитрием Кутергиным. К группе также присоединялись Сергей Павлов (который последние 10 лет живёт в Мюнхене), саксофонист Сергей Летов и гитарист Пётр Соколовский (старший сын Ивана Соколовского). Группа даёт концерты, немного работает в студии и занимается переизданием старого материала.
15 мая 2005 года скончался Иван Соколовский. Несмотря на потерю, проект продолжает своё существование и по сей день.

## Дискография
Даты в формате «год записи/год издания».
- 1985 «Плащ (Бархатный сезон)» (с Новым Романтиком)
- 1985 «Незнакомые лица»
- 1985 «Микробы любви»
- 1986 «Цвета позолоченных лет»
- 1986/1996 «Гуманитарная жизнь» (CD/MC) (Electric Rec., Россия)
- 1986 «Богатство» (сольный альбом Борисова, записанный с Соколовским; выпущен под псевдонимом Алексей Столичных)
- 1986/2004 Александр Барабашев и Ночной Проспект «Привет, Москва!» (CD, MGU records, Россия 2004)
- 1987/1995 «Демократия и дисциплина» (CD/MC) (RDM Rec., Россия — вместе с альбомом «Кислоты»)
- 1987 «Технологический оптимизм»
- 1987 «Курорты Кавказа»
- 1988/1995 «Кислоты» (CD/MC) (RDM Rec., Россия — вместе с альбомом «Демократия и дисциплина»)
- 1989/1992 «Асбастос» / «ASBASTOS» (LP) (SNC Rec., Россия), издан на CD в 2008 году (ГЕОМЕТРИЯ, Россия)
- 1989/1990 «Сахар» / «Sugar» (LP) (Accelerating BLUE FISH, Sweden), издан на CD в 2008 году (ГЕОМЕТРИЯ, Россия)
- 1988—1991 «Свежий пирог 905 года»
- 1991/1992 «Музыка для танцев» (CD) (BSA Rec., Россия)
- 1992—1993 «Yellow Tables»
- 2006 MP3-сборник записей 1985—1988 (RMG Rec., Россия)
- 2008 Ночной Проспект «Асбастос» (сд, Геометрия, Россия)
- 2008 Ночной Проспект «Сахар» (сд,Геометрия, Россия)
- 2010 «Кислоты» (CD+DVD) (ГЕОМЕТРИЯ, Россия) — кассета «Кислоты/Демократия и дисциплина» (RDM Rec.) вышла в 1994 году, запись немного укорочена
- 2017 «Полиуретан» (CD) (ГЕОМЕТРИЯ, Россия)

### Концертные альбомы
- 1987—1988/2004 «Новые Физики» (концерт в Таллине (1987) и Вильнюсе (1988)) (CD, AZIЯ records KRN-AZ CD-115)
- 1988 «Концерт в Вильнюсе» (CD-R, Grief recordings 2000)
- 1998/2000 MSBR / Government Alpha / Notchnoi Prospect «Japanoise Action In Russia» (CD-R, Insofar Vapor Bulk)
- 2000 Spies Boys & Notchnoi Prospekt «Live in Butilka 2000» (CD-R, NNRecords, Россия 2000)
- 2001 Spies Boys & Notchnoi Prospekt «Live in Bunkr 2001» (CD-R, NNRecords 2001)
- 2002 «Концерт в Доме» (Пентаграмма 030 CD), Алексей Борисов, Иван Соколовский, Сергей Летов и др.
- 2020/2022 «Light air» (концерт в Ионотеке 2020) (CD, Fatmix records)

### Грампластинки
- 1987 сборник «Место встречи — дискотека (выпуск 3)» (ВФГ Мелодия, С60 25389 004, тираж 26000)

— песни «Каникулы» и «Антидискотечная» из альбома «Богатство», однако исполнитель — Ночной Проспект
- 1990 «Sugar» (Accelerating Blue Fish, Sweden, ACCLP 14)
- 1991 сборник «Без дыхания» (ВФГ Мелодия, С60 31317 000, тираж 11000)

— песня «Голос» (альбом «Асбастос»)
- 1991 сборник «Очевидные вещи» (ВФГ Мелодия, С60 31565 009, тираж 5000)

— песни «Голод» и «Мишень для острот» (альбом «Пирог 905 года»)
- 1992 «Асбастос» (SNC Records, Россия, МЕ 1823-4)